# Белая (Липовецкий район)
Бе́лая (укр. Біла) — село на Украине, находится в Липовецком районе Винницкой области.
Код КОАТУУ — 0522280201. Население по переписи 2001 года составляет 308 человек. Почтовый индекс — 22514. Телефонный код — 4358.
Занимает площадь 2,328 км².

## Адрес местного совета
22520, Винницкая область, Липовецкий р-н, с. Белая, ул. Ленина, 51.

## Галерея

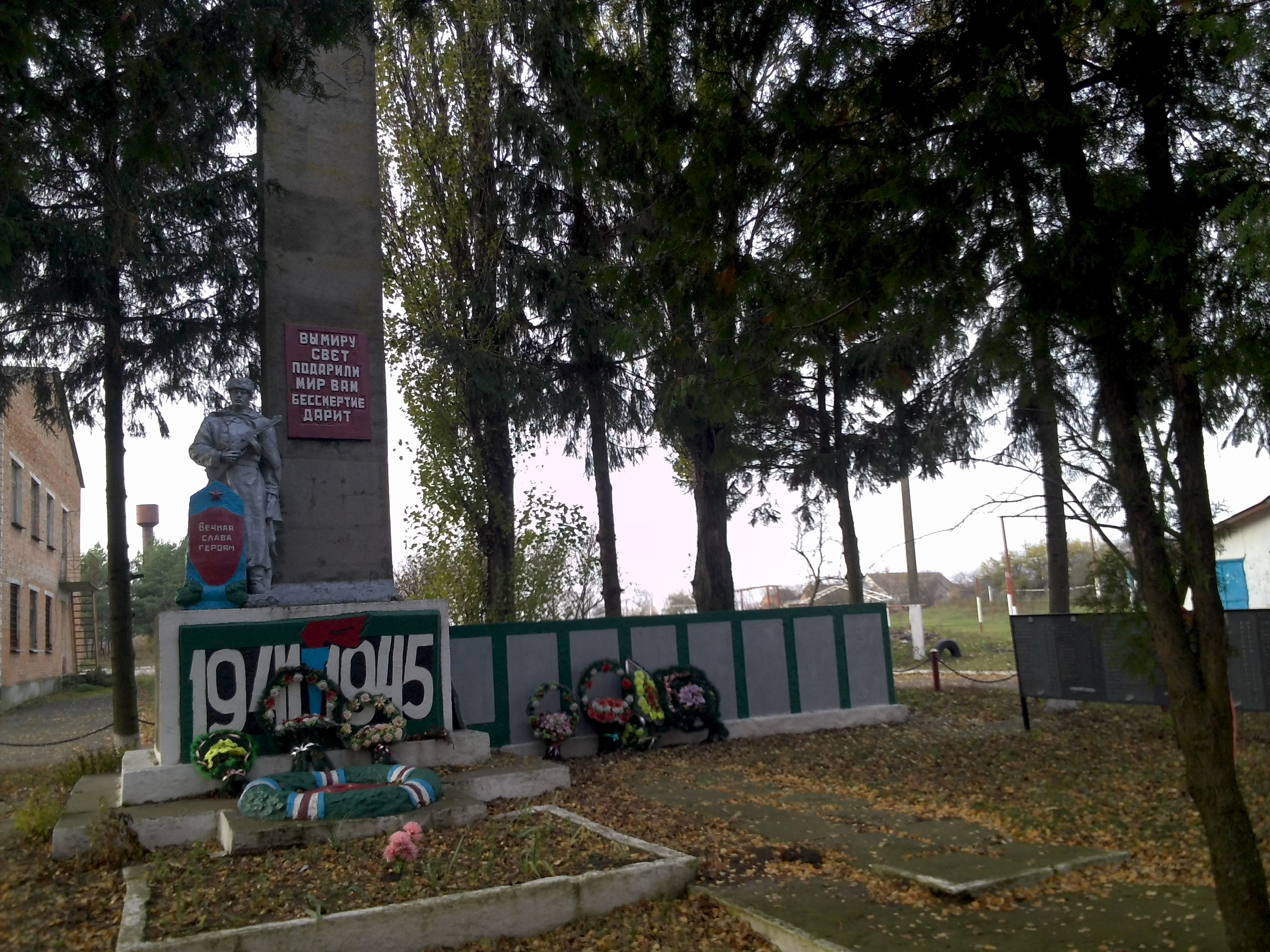
Мемориал воинам ВОВ
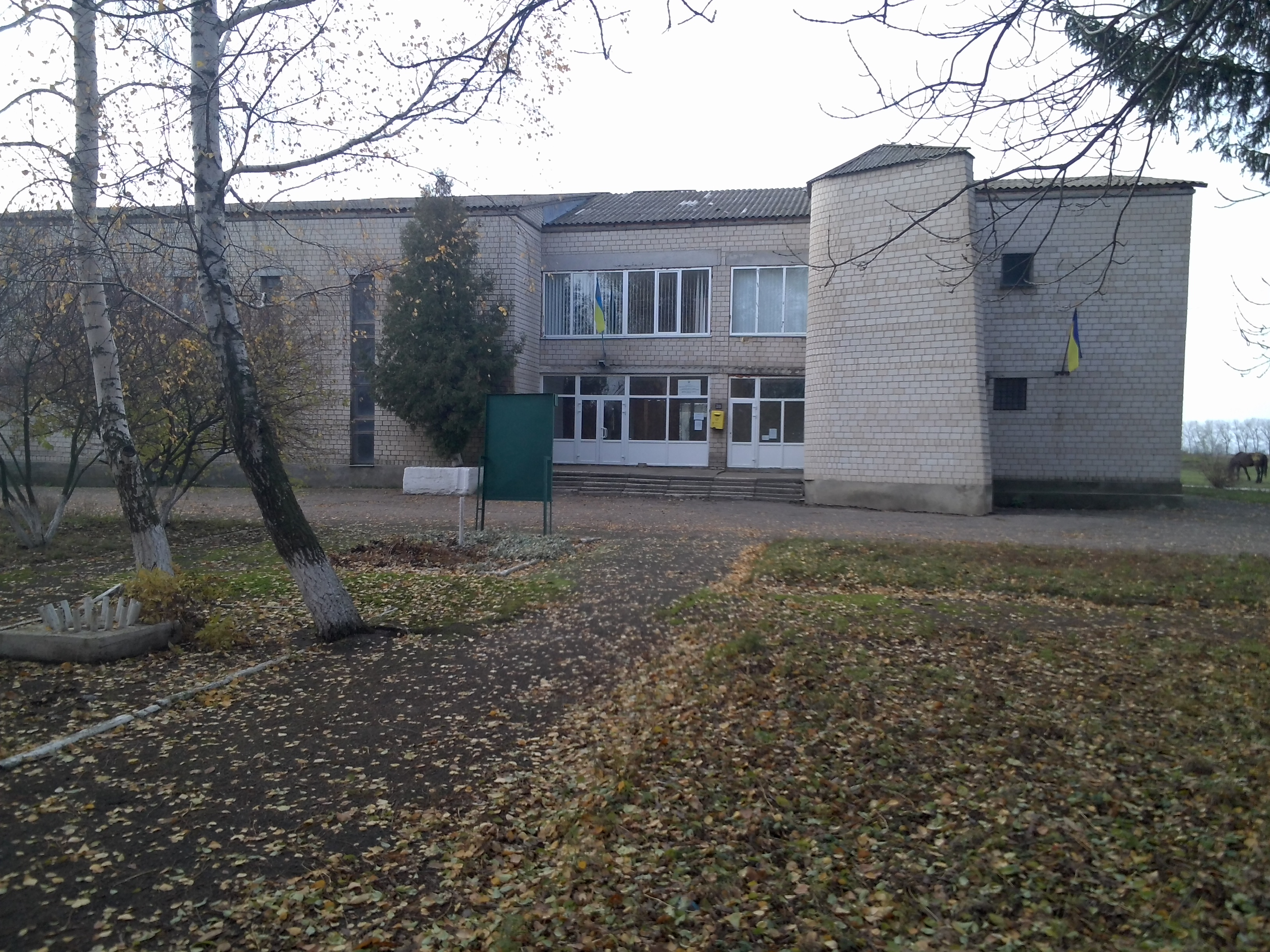
Административное здание
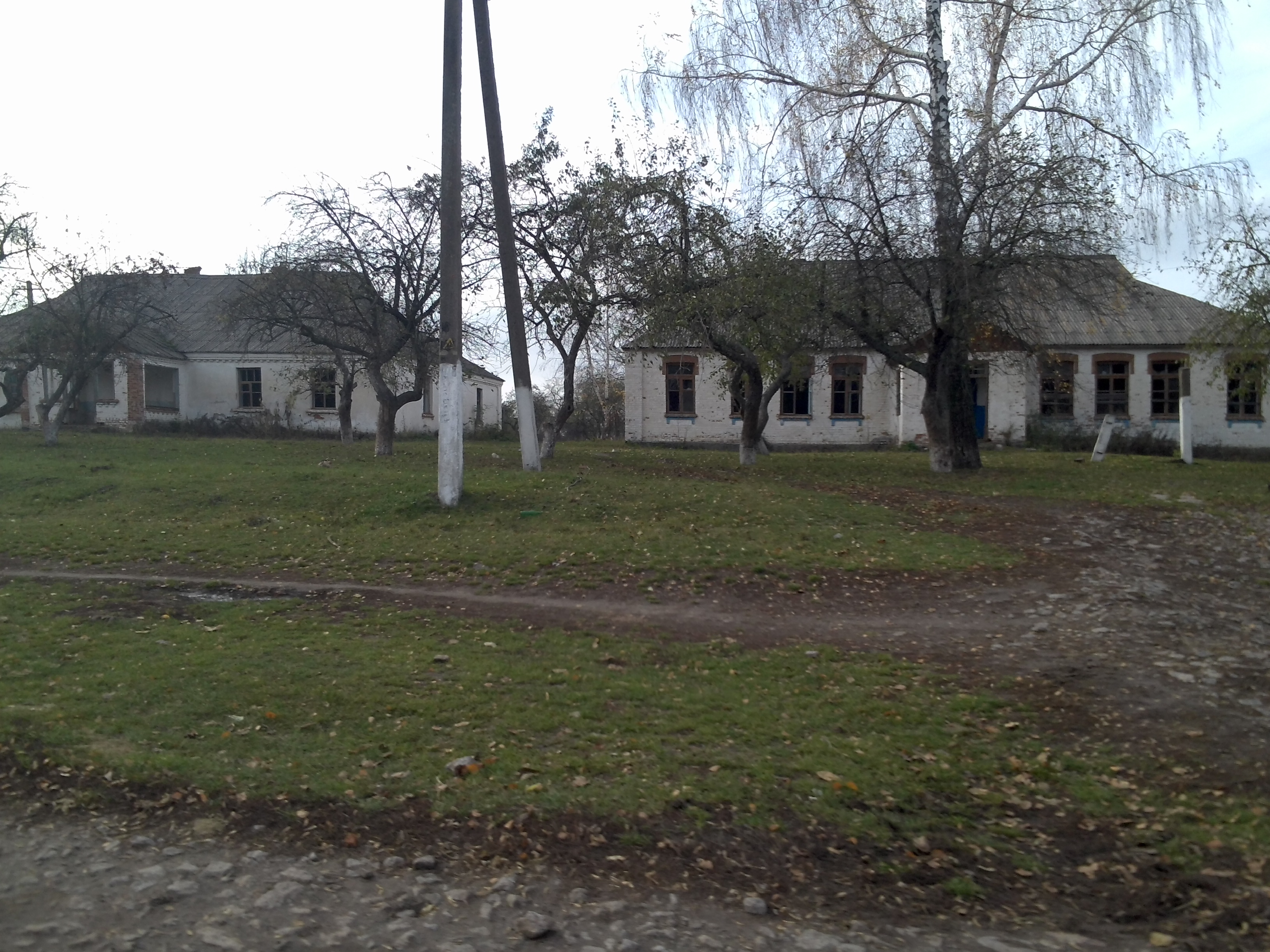
Бывшая школа